# Banco Nacional de Tuvalu
El Banco Nacional de Tuvalu (en inglés: National Bank of Tuvalu, NBT) es el único proveedor en Tuvalu de servicios bancarios que implican tomar depósitos, hacer préstamos y realizar transacciones de divisas. En 2020, sus activos ascendían a 128 millones de dólares australianos, o el 160% del PIB de Tuvalu.
No hay autoridad monetaria o banco central en Tuvalu. El NBT ejecuta algunas funciones monetarias para el gobierno, incluyendo la tenencia de cuentas gubernamentales y ventajas extranjeras.
El NBT es la única institución en Tuvalu que proporciona transacciones de divisas. El NBT compra y vende el cambio en índices determinados por la junta directiva de NBT, la cual toma cuenta de los índices citados en los mercados internacionales.
El NBT cobra cheques de viajero. No hay instalaciones de tarjetas de crédito o cajeros automáticos disponibles en Tuvalu. El dólar tuvaluano no es una moneda independiente, pero una variación del dólar australiano. Tuvalu empezó a emitir sus propias monedas en 1976, los cuales circulan junto a las monedas australianas, y Tuvalu sigue usando los billetes australianos.

## Establecimiento
El NBT era establecido como cuerpo corporativo en 1980 como subsidiario del banco británico Barclays. En 1985 se convirtió en un proyecto conjunto entre el gobierno de Tuvalu, el cual aportó con el 60% de las acciones, y Westpac, el cual aportó el 40% restante. En 1995, el gobierno adquirió la participación de Westpac. La sede del NBT está en Vaiaku en Funafuti, y opera agencias en las ocho islas exteriores del país.

## Constitución
El Banco Nacional de Tuvalu afirma que “el Banco actuará de conformidad con las directrices políticas de interés nacional que le imparta periódicamente por escrito el Ministro [de Finanzas]”. NBT tiene una junta directiva compuesta por el secretario de finanzas y otros cuatro (excluidos los miembros del Parlamento) nombrados por el ministro por períodos determinados por él. La junta debe “garantizar que la política del Banco se oriente hacia el interés nacional y tenga debidamente en cuenta la estabilidad y el desarrollo equilibrado de la economía de Tuvalu”.
La junta directiva nombra un director general para un plazo de hasta 5 años. El director general tiene que asistir a las reuniones de la junta pero no tiene derecho a voto.

## Operaciones
Los índices de depósito en el NBT son bajos según los estándares regionales, y las tasas de interés se encuentran iguales o por encima de los índices cobrados en sistemas bancarios más competitivos.
Entre 1990 y 2000, el NBT funcionó de manera rentable, devolviendo un promedio de 58.3% sobre los activos netos antes de impuestos y contribuyendo al gobierno con un promedio anual de $ 507,000 en impuestos de empresa y dividendos. Los ingresos por transacciones en divisas son una fuente importante de ingresos. En 2001, los préstamos y anticipos representaron alrededor del 28% del total de depósitos, lo que refleja las oportunidades limitadas para los préstamos nacionales y la gestión conservadora de reservas. El nivel de operaciones en el primer trimestre de 2001 resultó en A$ 1,2 millones en nuevos préstamos: el 58% de los préstamos personales fueron para compromisos familiares, incluidos gastos de funeral, bodas y cumpleaños; 29% para viajar; y 11% para educación; con el 2% restante siendo avances a marineros.
Una revisión del Banco Asiático de Desarrollo, relacionada con una instalación de ADB para el gobierno de Tuvalu, recomendó que la implementación de NBT sea prudente con una disciplina fiscal para mejorar la liquidez. Los cambios incluyen el reembolso por parte del gobierno de Tuvalu de un sobregiro de alrededor de A$ 5 millones con respecto al cual el banco tiene un interés perdido de aproximadamente A$ 500 000 por año. Tuvalu se unió al Fondo Monetario Internacional (FMI) el 24 de junio de 2010. El Informe de País del Fondo Monetario Internacional (FMI) de 2014 señaló que el NBT había restringido su exposición a las empresas públicas e hizo disposiciones sustanciales en relación con los deudores. A partir del 7 de octubre de 2016, Tuvalu aceptó las obligaciones del Artículo VIII de los Artículos del Acuerdo del FMI, que es mantener un sistema de intercambio libre de restricciones en los pagos para transacciones internacionales.
En abril de 2020, el NBT perdió su relación bancaria correspondiente (RBC) con los bancos australianos, lo que inhibe el flujo de remesas y transacciones de divisas; no obstante lo anterior, el NBT sigue teniendo una RBC con el Bank of Hawaii y ha desarrollado una RBC con el BRED Bank Fiji.

## Otras instituciones financieras en Tuvalu
Los préstamos están disponibles en el Tuvalu National Provident Fund (TNPF), que es propiedad de sus miembros y tiene la forma legal como un fondo mutuo en lugar de un cuerpo corporativo propiedad de los accionistas.  El TNPF invierte contribuciones sociales de poco más de la mitad de la población del país, con pagos del TNPF al momento de que uno se retire.
El Banco de Desarrollo de Tuvalu (Development Bank of Tuvalu, DBT), el que cual fue fundado en 1993, también es propiedad del gobierno de Tuvalu. El DBT proporciona préstamos de desarrollo. El reporte de País del FMI en 2014 también noto que el DBT había hecho disposiciones sustanciales en relación con los deudores.